# Landschaftsschutzgebiet Steinkensbachtal
Das Landschaftsschutzgebiet Steinkensbachtal mit 28,2 ha Flächengröße liegt südlich und nördlich von Bentrup im Stadtgebiet von Barntrup. Es wurde 2006 mit dem Landschaftsplan Oberes Begatal durch den Kreistag des Kreises Lippe als Landschaftsschutzgebiet (LSG) ausgewiesen. Es grenzt an das Landschaftsschutzgebiet Lipper und Pyrmonter Bergland an.

## Beschreibung
Das LSG umfasst das reich strukturierte, von Grünland und Gehölzstrukturen geprägte Steinkensbachtal inmitten weitläufiger und intensiv genutzter Ackerflächen. Der Steinkensbach entspringt im LSG in einem Wald aus Buchen, Eichen und Fichten. Der temporär, also nur zeitweise, wasserführende Quellbach des Steinkensbaches wird dort zunächst von einem schmalen, fragmentarisch ausgebildeten Eschenwald und später von einem Birkenwald mit ruderalisierter Krautschicht begleitet. Am südlichen Rand von Bentrup mündet von Westen ein kleiner Bach in den Steinkensbach. Dieser namenlose Bach fließt im Lauf begradigt in einem Graben zwischen Äckern. Die Quelle dieses Baches entspringt in einem kleinen, quelligen Erlen-Weiden-Wäldchen, an dessen Rand sich ein kleiner, hypertropher Teich mit Wasserlinsendecke und Röhricht befindet. Dieser Nebenbach gehört mit Quelle und Lauf zum LSG. Im Dorf Bentrup geht das LSG bis an die Bebauung. Nördlich von Bentrup liegt ein Feldgehölz mit altem Baumbestand und einer ehemaligen Mergelkuhle mit steilen Böschungen, das von Acker und Grünland umgeben ist. Die Sohle und die Hänge der Mergelkuhle sind bereits mit altem Laubmischwald bewachsen, der schon ein geschlossenes Kronendach bildet. Die Bäume erreichen Brusthöhendurchmesser von bis zu 70 cm. Die Abgrabungsfläche ist von der flachen Seite im Osten her zugänglich. Die übrigen Hänge bilden ein Halbrund und sind bis zu 15 m hoch. In der Baumschicht des Feldgehölzes dominiert die Buche. Der Landschaftsplan dokumentiert zum Feldgehölz: „Es dominieren Arten der mesophilen Buchenwälder. Die Fläche wird durch die teilweise massive Ablagerung von landwirtschaftlichen Abfällen, Bauschutt und sonstigem Unrat beeinträchtigt.“ Im Norden endet das LSG an der Bundesstraße 66.
Zum Landschaftsschutzgebiet führt der Landschaftsplan aus: „Die überwiegend gut ausgeprägten Biotoptypen des gesamten Gebietes besitzen eine hohe Bedeutung als Vernetzungsbiotop. Sie sind insbesondere wertvoll für Amphibien, Libellen, Höhlenbrüter, Wasser- und Wiesenvögel sowie für Hecken- und Gebüschbrüter.   Im Bereich der § 62 LG Biotoptypen finden sich Pflanzen der Vorwarnliste der Roten Liste NRW.“

## Schutzzwecke für das LSG
Laut Landschaftsplan erfolgte die Ausweisung des LSG
- „zur Erhaltung und Wiederherstellung der Leistungsfähigkeit des Naturhaushaltes in ökologisch besonders wertvoll strukturierten Bereichen mit Wasser-, Klima- und Biotopschutzfunktionen,“
- „zur Erhaltung und Wiederherstellung von Quellbereichen und naturnahen Fließgewässern, Wald- und Grünlandbereichen unterschiedlicher Feuchtestufen, Feldgehölzen, Hecken und Obstwiesen,“
- „zur Erhaltung morphologisch ausgeprägter Bereiche zur Sicherung der landschaftlichen Eigenart und Vielfalt für die Erholung, “
- „zur Erhaltung wertvoller Biotopkomplexe aus Wald-Grünlandbereichen, Fließgewässern und Quellen sowie Biotopen nach § 62 LG mit wichtigen Refugial-, Puffer-, Trittstein- und Vernetzungsfunktionen,“
- „zur Erhaltung und Wiederherstellung wichtiger Rückzugsräume für die bedrohte Tier- und Pflanzenwelt,“
- „zur Sicherung von kulturhistorisch bedeutsamen Landschaften, z. B. Terrassenkulturlandschaften,“
- „zur Sicherung der das Orts- und Landschaftsbild gliedernden und belebenden und die dörflichen Siedlungsstrukturen prägenden Freiraumelemente.“[1]

## Rechtliche Vorschriften
Im Landschaftsschutzgebiet ist unter anderem das Errichten von Bauten und Fischteichen verboten.